# Antonio González Garbín
Antonio González Garbín fue un profesor, traductor y político nacido en 1836 en la provincia de Almería (Andalucía, España) y fallecido en 1912.

## Biografía y obra
Se licenció en derecho y se doctoró en filosofía y letras y fue catedrático de griego y latín en la Universidad de Granada y la Universidad Central de Madrid. 
Además de impartir clases, dio conferencias y escribió artículos de prensa y publicaciones, entre ellas, estudios históricos sobre la Almería musulmana y un libro de texto, Literatura clásica latina, que fue utilizado en distintas universidades españolas. Dicho manual, publicado primero en la década de los 80 del siglo XIX y de nuevo en 1896, toma las ideas de la historiografía alemana, en concreto del postromántico Wilhelm Siegmund Teuffel, convirtiéndose así Garbín en uno de los renovadores metodológicos de la universidad andaluza.
Se interesó asimismo por la arqueología y por la epigrafía (en 1862 donó a la Real Academia de la Historia una plancha de plomo con inscripciones iberas hallada en una mina de la sierra de Gádor), y por la lingüística y su historia (en 1886 dio una reconocida conferencia en la Universidad de Granada sobre la historia de los estudios lingüísticos).
Otras de sus obras son una traducción de la Apología de Sócrates, de Jenofonte
Fue premiado por su obra en la Exposición Universal de Barcelona de 1888 y ejerció como gobernador civil de la provincia de Almería.